# 龙门乡 (美姑县)
龙门乡，是中华人民共和国四川省凉山彝族自治州美姑县下辖的一个乡镇级行政单位。

## 行政区划
龙门乡下辖以下地区：
瓦古觉村、嘎勒村、红比村、塔哈村、尔拖村、树布依洛村、千哈村、尔马千村、火窝村、哈姑村、尔河村、勒吉阿么村、哈摸村和由洛村。